# دینگ لی
دینگ لی (انگلیسی: Ding Lei؛ زادهٔ اکتبر ۱۹۷۱) کارآفرین، سرمایه‌دار و مدیر ارشد اجرایی چینی است، که در حال حاضر به‌عنوان مدیر عامل اجرایی و رییس هیئت مدیره شرکت نت‌ایز فعالیت می‌کند. وی بنیانگذار نت‌ایز نیز می‌باشد.